# Eligmodontia dunaris
Eligmodontia dunaris és una espècie de mamífer rosegador de la família dels cricètids. Es distingeix per ser la més petita del gènere Eligmodontia i una de les espècies de rosegadors més petites de Xile, amb un pes que va entre els 10 i 15 grams i una llargada que oscil·la entre 12,5 i 15,2 cm comptant la cua. Té un pelatge curt i sedós. La coloració
del dors és de groc clar gris brunenc, generalment més fosc en els espècimens costaners o joves. El ventre és blanc. La cua no té la punta en forma de pinzell i és d'una longitud una mica més curta que la longitud del cap i el cos. Les orelles, de mida mitjana, solen tenir plomalls blanquinosos a la zona preauricular. Té potes posteriors llargues que li permeten adoptar una postura bípeda i fer grans salts. Hi té tres coixinets: un de gran al centre i dos de més petits a sota dels dits.

## Distribució geogràfica
És una espècie endèmica de Xile i dins del seu gènere té la distribució més occidental. Es troba restringida als hàbitats semidesèrtics al sud del desert d'Atacama, des de les dunes costaneres de Playa Los Choros, (regió de Coquimbo) fins a Caldera i, com límit oriental, s'han establert les planes centrals que es troben 30 a 55 km al sud de Copiapó.